# Butler (Oklahoma)
Butler é uma cidade localizada no estado norte-americano de Oklahoma, no Condado de Custer.

## Demografia
Segundo o censo norte-americano de 2000, a sua população era de 345 habitantes.
Em 2006, foi estimada uma população de 338, um decréscimo de 7 (-2,0%).

## Geografia
De acordo com o United States Census Bureau tem uma área de 1,1 km², todos cobertos por terra. Butler localiza-se a aproximadamente 540 m acima do nível do mar.

## Localidades na vizinhança
O diagrama seguinte representa as localidades num raio de 28 km ao redor de Butler.